# Antons Kurakins
Antons Kurakins (Riga, 1º gennaio 1990) è un calciatore lettone, difensore svincolato.

## Caratteristiche tecniche
È un terzino sinistro.

## Carriera

### Club
Cominciò la sua carriera nel Multibanka; con il Blāzma Rēzekne esordì nel 2008 in Virslīga. A fine stagione passò con gli scozzesi del Celtic: non giocò mai in prima squadra, limitando le sue presenze alle sole giovanili. Fu dato in prestito prima al Brechin City (in terza serie) e poi allo Stranraer (in quarta serie).
Tornò in patria nel 2011, giocando per il Ventspils, con cui ha vinto tre campionati e due coppe nazionali. Il 18 luglio 2012 ha fatto il suo esordio nelle competizioni europee, disputando la gara contro i norvegesi del Molde, valida per le qualificazioni alla Champions League 2012-2013.
Nel luglio del 2015 si è trasferito in Scozia con l'Hamilton Academical.

### Nazionale
Ha esordito in nazionale maggiore il 5 marzo 2014 nell'amichevole contro la Macedonia del Nord persa 2-1. Due mesi più tardi ha dato il suo contributo alla vittoria della Coppa del Baltico 2014.

## Statistiche

### Cronologia presenze e reti in nazionale
| Cronologia completa delle presenze e delle reti in nazionale ― Lettonia | Cronologia completa delle presenze e delle reti in nazionale ― Lettonia | Cronologia completa delle presenze e delle reti in nazionale ― Lettonia | Cronologia completa delle presenze e delle reti in nazionale ― Lettonia | Cronologia completa delle presenze e delle reti in nazionale ― Lettonia | Cronologia completa delle presenze e delle reti in nazionale ― Lettonia | Cronologia completa delle presenze e delle reti in nazionale ― Lettonia | Cronologia completa delle presenze e delle reti in nazionale ― Lettonia |
| Data                                                                    | Città                                                                   | In casa                                                                 | Risultato                                                               | Ospiti                                                                  | Competizione                                                            | Reti                                                                    | Note                                                                    |
| ----------------------------------------------------------------------- | ----------------------------------------------------------------------- | ----------------------------------------------------------------------- | ----------------------------------------------------------------------- | ----------------------------------------------------------------------- | ----------------------------------------------------------------------- | ----------------------------------------------------------------------- | ----------------------------------------------------------------------- |
| 5-3-2014                                                                | Skopje                                                                  | Macedonia                                                               | 2 – 1                                                                   | Lettonia                                                                | Amichevole                                                              | -                                                                       |                                                                         |
| 29-5-2014                                                               | Liepāja                                                                 | Lettonia                                                                | 0 – 0 dts (4 - 2 dtr)                                                   | Estonia                                                                 | Coppa del Baltico 2014                                                  | -                                                                       |                                                                         |
| 31-5-2014                                                               | Liepāja                                                                 | Lettonia                                                                | 1 – 0                                                                   | Lituania                                                                | Coppa del Baltico 2014                                                  | -                                                                       | 58’                                                                     |
| 13-10-2014                                                              | Rīga                                                                    | Lettonia                                                                | 1 – 1                                                                   | Turchia                                                                 | Qual. Euro 2016                                                         | -                                                                       |                                                                         |
| 16-11-2014                                                              | Amsterdam                                                               | Paesi Bassi                                                             | 6 – 0                                                                   | Lettonia                                                                | Qual. Euro 2016                                                         | -                                                                       | 26’                                                                     |
| 31-3-2015                                                               | Leopoli                                                                 | Ucraina                                                                 | 1 – 1                                                                   | Lettonia                                                                | Amichevole                                                              | -                                                                       | 46’                                                                     |
| 13-11-2015                                                              | Belfast                                                                 | Irlanda del Nord                                                        | 1 – 0                                                                   | Lettonia                                                                | Amichevole                                                              | -                                                                       |                                                                         |
| 29-3-2016                                                               | Gibilterra                                                              | Gibilterra                                                              | 0 – 5                                                                   | Lettonia                                                                | Amichevole                                                              | -                                                                       | 81’                                                                     |
| Totale                                                                  |                                                                         | Presenze                                                                | 8                                                                       |                                                                         | Reti                                                                    | 0                                                                       |                                                                         |

## Palmarès

### Club
- Campionato lettone: 5

Ventspils: 2011, 2013, 2014
Riga FC: 2019, 2020
- Coppa di Lettonia: 2

Ventspils: 2010-2011, 2012-2013

### Nazionale
- Coppa del Baltico: 1

2014